# سنترال مک کنزی (داکوتای شمالی)
سنترال مک کنزی محدوده ای ثبت‌نشده در شهرستان مک کنزی، داکوتای شمالی واقع در ایالات متحده است. جمعیت این شهر در سرشماری سال ۲۰۱۰، ۷۱۷ نفر بوده‌است.

## جغرافیا
براساس آمار اداره سرشماری ایالات متحده، این محدوده دارای مساحت ۴۱۷٫۳۸ مایل مربع (۱۰۸۱٫۰۱ کیلومتر مربع) می‌باشد که ۴۱۶٫۱۰ مایل مربع (۱۰۷۷٫۶۹ کیلومتر مربع) آن خشکی و ۱٫۲۸ مایل مربع (۳٫۳۲ کیلومتر مربع) یا به عبارتی ۰٫۳۱ درصد این محدوده را آب فرا گرفته‌است.